# Unam sanctam
Unam sanctam (česky V jednu svatou) je papežská bula vydaná 18. listopadu 1302 papežem Bonifácem VIII. Po Dictatus papae Řehoře VII. to je druhý nejvýznamnější papežský dokument definující církev jako nezávislou
univerzální křesťanskou instituci.

## Historické souvislosti
V osobě Bonifáce VIII. získala římská církev „posledního středověkého univerzalistického papeže“. Jeho velmocenské tendence se brzy střetly s absolutismem francouzského krále Filipa IV. a jejich konflikt, započatý na přelomu let 1295 – 1296, vyvrcholil roku 1302. Bonifác, který měl v konfliktu s králem až do té doby slabší pozici, využil komplikované situace, která ve Francii nastala po porážce králova vojska ve Flandrech a dne 18. listopadu 1302 vydal svou nejznámější bulu Unam sanctam, jež byla shrnujícím právnickým vysvětlením poměru duchovní a světské moci a mimo jakoukoli pochybnost byla adresována právě Filipu IV.

## Shrnutí textu
V úvodu buly se papež zaměřil na představu maximálně jednotného a jediného křesťanského společenství vedeného svatou autoritou papeže. Dále zopakoval známé učení o dvou mečích a z něho vyvodil skutečnost, že „oba jsou tedy v moci církve (...) Ale tento (meč světský) je k užívání pro církev, onen (meč duchovní) pak církví. Onen duchovním, tento rukou králů a rytířů, avšak k užitku a zachování duchovního.“ Meč moci duchovní přirozeně stojí nad světským vládnutím, a proto „duchovní moc má předcházet moc pozemskou a soudit, pokud nečiní dobře.“ Bonifác VIII. zde pomocí morální argumentace dovozoval, že papežská moc zasahuje i temporální sféru, protože „jestliže se zpronevěří pozemská moc, bude souzena mocí duchovní, avšak zpronevěří-li se duchovní nižšího stupně, může být souzena vyšší; nejvyšší pak jedině Bohem – a nikoliv člověkem.“ Ačkoliv je totiž tato moc vykonávána člověkem, má přesto božský původ a podstatu, a proto „dále prohlašujeme říkáme, stanovujeme a oznamujeme, že všechna lidská stvoření zcela pro nezbytnost spásy podléhají Římskému veleknězi,“ uzavírá poslední věta buly.

## Význam buly
Přestože na první pohled je text plný útočných prvků, má ve skutečnosti defenzivní charakter. A byl také, mimo jiné, určen konkrétnímu adresátovi. Stal se jím zanedlouho exkomunikovaný král Filip IV. Sličný.